# Fort-Liberté (arrondissement)
Fort-Liberté (Haïtiaans-Creools: Fòlibète) is een arrondissement van het Haïtiaanse departement Nord-Est, met 60.600 inwoners inwoners. De postcodes van dit arrondissement beginnen met het getal 21.
Het arrondissement Fort-Liberté bestaat uit de volgende gemeenten:
- Fort-Liberté (hoofdplaats van het arrondissement)
- Ferrier
- Perches